# Granadina
|  | Per a altres significats, vegeu «Granadina (desambiguació)». |

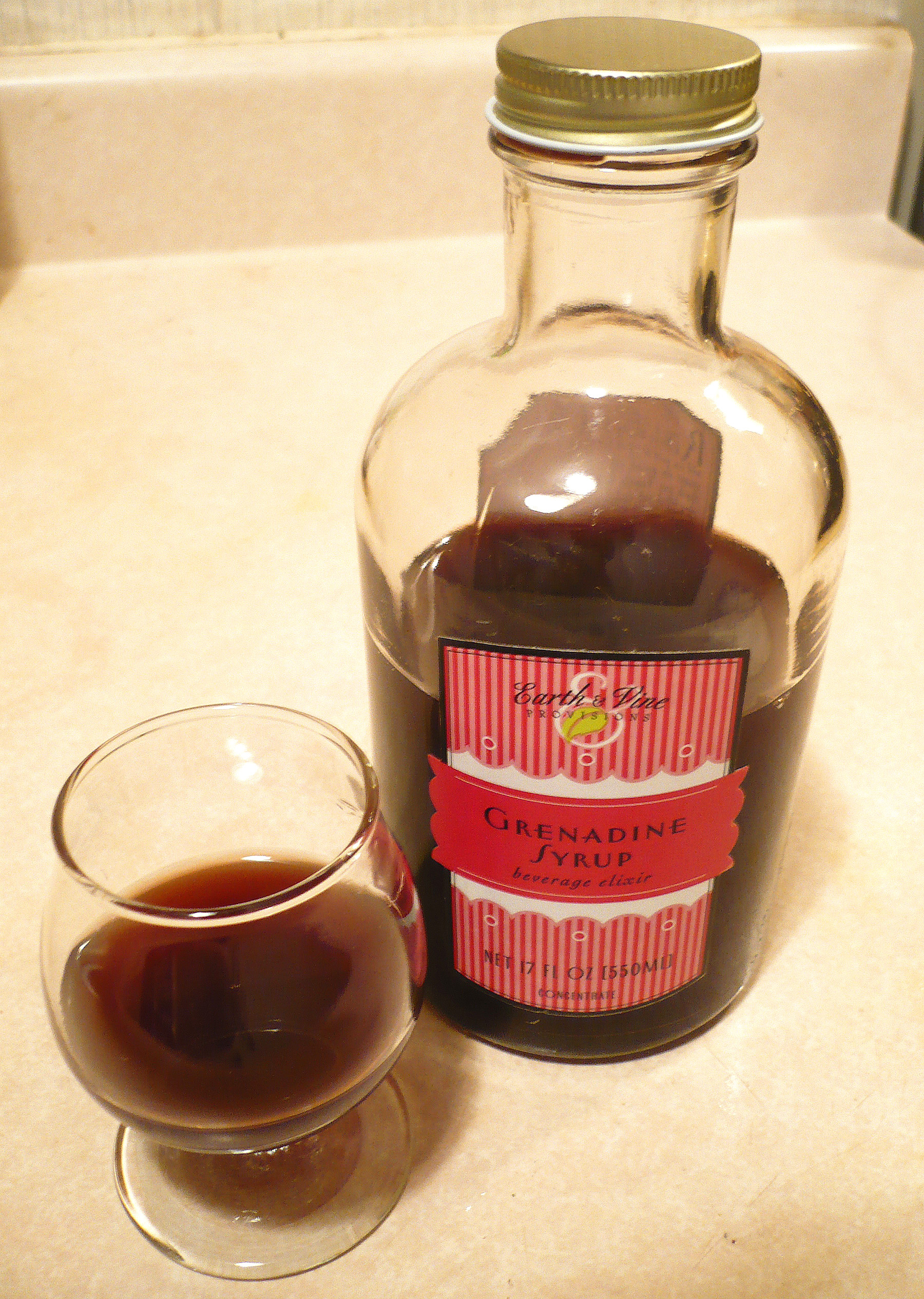
Un got i ampolla de granadina

La granadina és un xarop vermell elaborat a l'origen amb suc magranes, si bé sovint es fa amb ribes o fins i tot se'n ven que no conté cap suc.
No conté alcohol però s'utilitza sovint per a endolcir i acolorir còctels alcohòlics o cerveses àcides com la Gueuze. Es pot prendre com un refresc, en combinar-la amb aigua amb o sense gas (la mesura és 1/7 de granadina i 6/7 d'aigua) i es recomana prendre'l ben fred, preferentment amb gel. També es pren amb llet, un «xerbet» molt popular a l'Orient mitjà, així com per assaborir i decorar gelat i altres postres.